# Ginny Simms
Ginny Simms (ur. 25 maja 1915 w San Antonio, zm. 4 kwietnia 1994 w Palm Springs) – amerykańska aktorka i piosenkarka.

## Filmografia
- 1939: That’s Right – You’re Wrong jako Ginny Simms
- 1942: Seven Days’ Leave jako Ginny
- 1944: Broadway Rhythm jako Helen Hoyt
- 1946: Dzień i noc jako Carole Hill

## Wyróżnienia
Posiada swoją gwiazdę na Hollywoodzkiej Alei Gwiazd.